# فرهنگسرای بهمن
فرهنگسرای بهمن اولین فرهنگسرای شهر تهران است که جزو مهم‌ترین و پر برنامه‌ترین مراکز فرهنگی پایتخت هم محسوب می‌شود.
این فرهنگسرا که در جنوب پایتخت و در شهرداری منطقه ۱۶ تهران قرار دارد، اولین فرهنگسرای طراحی شده در شهر تهران است که برنامه‌های متنوع فرهنگی، علمی، ورزشی، هنری و… برای شهروندان جنوب تهران دارد.

## تاریخچه
بیست و یکم شهریور ماه ۱۳۷۰ شهرداری تهران با هدف راه‌اندازی توسعه و گسترش فضاها و مکان‌های فرهنگی هنری در اولین حرکت فرهنگی خود اقدام به ایجاد نخستین فرهنگسرای شهر تهران در جنوب پایتخت تحت عنوان فرهنگسرای بهمن در مکان سابق کشتارگاه تهران کرد.
فرهنگسرای بهمن به عنوان مادر فرهنگسرای کشور نامیده شده و زیر نظر سازمان فرهنگی هنری شهرداری تهران فعالیت می‌کند.
یک کاوشکده بنام تالار علوم و فنون خواجه نصیر طوسی با همکاری بنیاد علمی زیرک‌زاده در آن فعالیت می‌کند.

## بخش‌های فرهنگسرا
- کتابخانه عمومی شهید فهمیده تهران اولین و یکی از بزرگ‌ترین کتابخانه‌های سازمان فرهنگی هنری شهرداری تهران که در سال ۱۳۷۲ در این فرهنگسرا افتتاح گردید. این کتابخانه با داشتن منابع غنی در زمینه‌های گوناگون و بخش تخصصی کودک با نام کتابخانه باران و همچنین با داشتن دو سالن مطالعه مجزا برای آقایان و خانم‌ها به علاقه‌مندان کتاب خدمات‌دهی می‌کند.
- تالار شهید آوینی (۱۵۵۰ نفر ظرفیت)
- سالن سینما تراس بهمن (۳۵۰ نفر ظرفیت)
- مجموعه تالارهای مبارک
  - تماشاخانه مبارک (۱۶۷ نفر ظرفیت)
  - تالار تجربه
- دارالقرآن کریم فاطر ریحانه النبی
- مجتمع فرهنگی هنری شهید کریمی (۸۰۰ عدد صندلی متحرک)
- نگارخانه‌های هنرهای تجسمی
- واحد موسیقی (سالن حشمت سنجری با مدیریت استاد مهدی غلامی)
- مجموعه‌های ورزشی (استخر سر پوشیده، سونا و جکوزی، سالن‌های بدن‌سازی، ورزش‌های رزمی، ژیمناستیک، شطرنج، فوتسال، والیبال، بسکتبال، اسکیت، زمین چمن مصنوعی، ورزش‌های جانبازان و معلولین و سالن چندمنظوره تیراندازی)
- واحد آموزش
- خانه کودک بهمن
- چای باغ
- تالار علوم و فنون